# Charaxes borneensis
Espèce
Charases borneensis est une espèce d'insectes lépidoptères  appartenant à la famille des Nymphalidae, à la sous-famille des Charaxinae et au genre Charaxes.

## Dénomination
Charaxes borneensis a été nommé par Butler en 1869.

### Sous-espèces
- Charaxes borneensis borneensis présent à Bornéo.
- Charaxes borneensis daemoniacus Fruhstorfer, 1914; présent à Sumatra.
- Charaxes borneensis praestantius Fruhstorfer, 1914; présent en Malaisie.
- Charaxes borneensis vandepolli Lathy, 1913; présent à Nias[1].

### Noms vernaculaires
Charaxes  borneensis se nomme  en anglais

## Description
Charaxes  borneensis est un grand papillon au-dessus cuivre avec aux ailes antérieures une large bande marginale marron doublée d'une bande blanche et aux postérieures une ligne submarginale de taches marron pupillées de blanc. 
Le dessous est jaune cuivré avec des bandes plus foncées et d'autres plus claires.

## Écologie et distribution
Il est présent en Océanie, à Bornéo,  Sumatra, Nias et en Malaisie.

### Biotope
Il réside dans la forêt tropicale humide

### Protection
Pas de protection : il est en vente libre sur internet.